# Festes del Renaixement a Tortosa

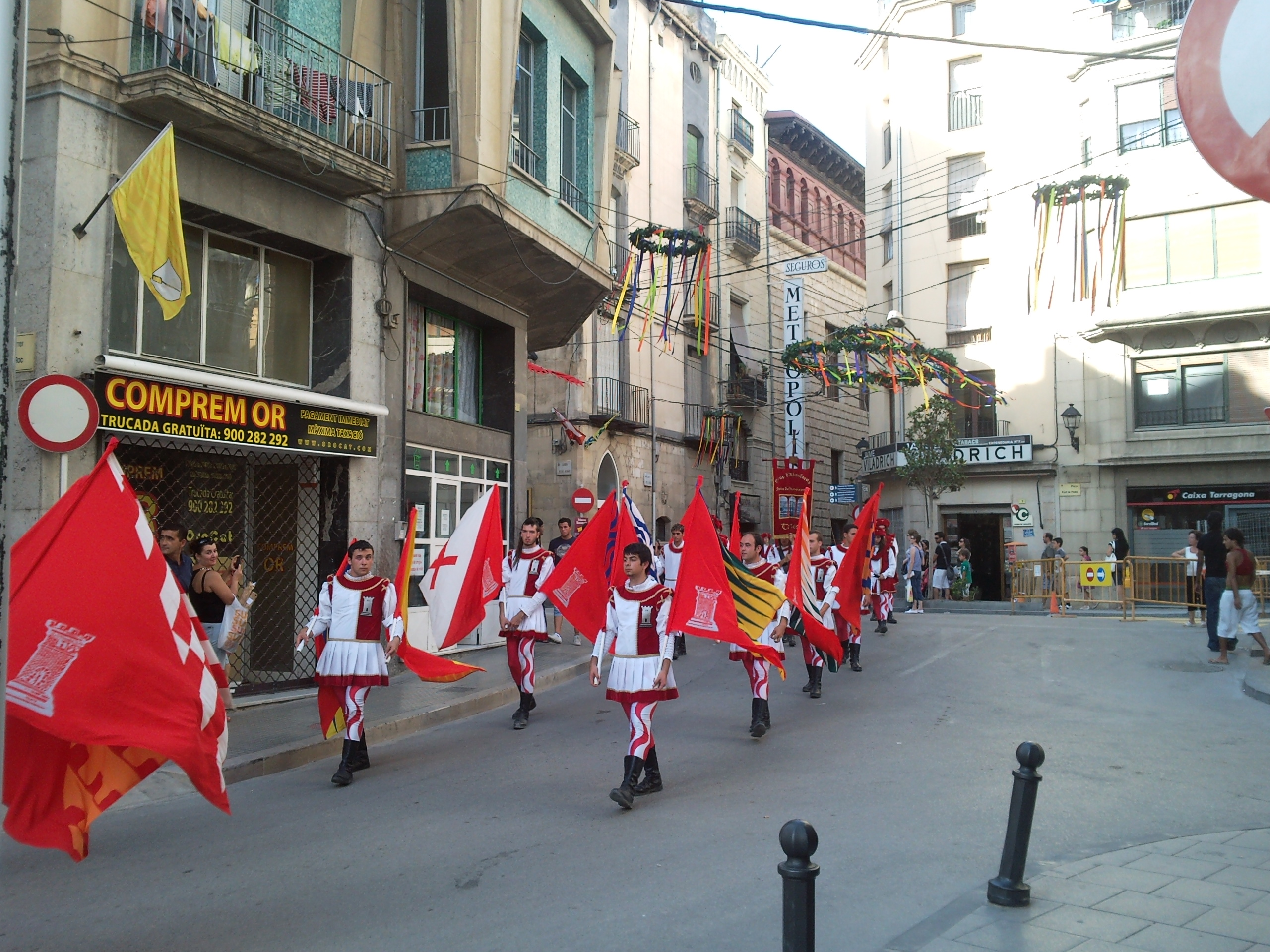
Grup d'Abanderats de Tortosa

La Festa del Renaixement és una festa que se celebra a Tortosa la tercera setmana de juliol amb el subtítol de l'esplendor d'una ciutat del segle XVI.
La festa rememora, a partir d'una sèrie d'activitats de caràcter lúdic i cultural, el període històric del segle xvi. La finalitat principal d'aquest esdeveniment és aconseguir transportar la capital de les Terres de l'Ebre al Renaixement, moment en el qual, gaudia d'una gran esplendor a tots els nivells.
Gran part de les activitats que conformen la Festa del Renaixement se situen al voltant del nucli antic, ja que és una zona que ens remet a aquesta època pel conjunt d'edificis emblemàtics i centenàris com la basílica-catedral de Santa Maria de Tortosa, el Palau Episcopal, els Reials Col·legis o les muralles del Castell de la Suda, de les Avançades de Sant Joan o la muralla de Remolins, que delimiten el nucli antic.

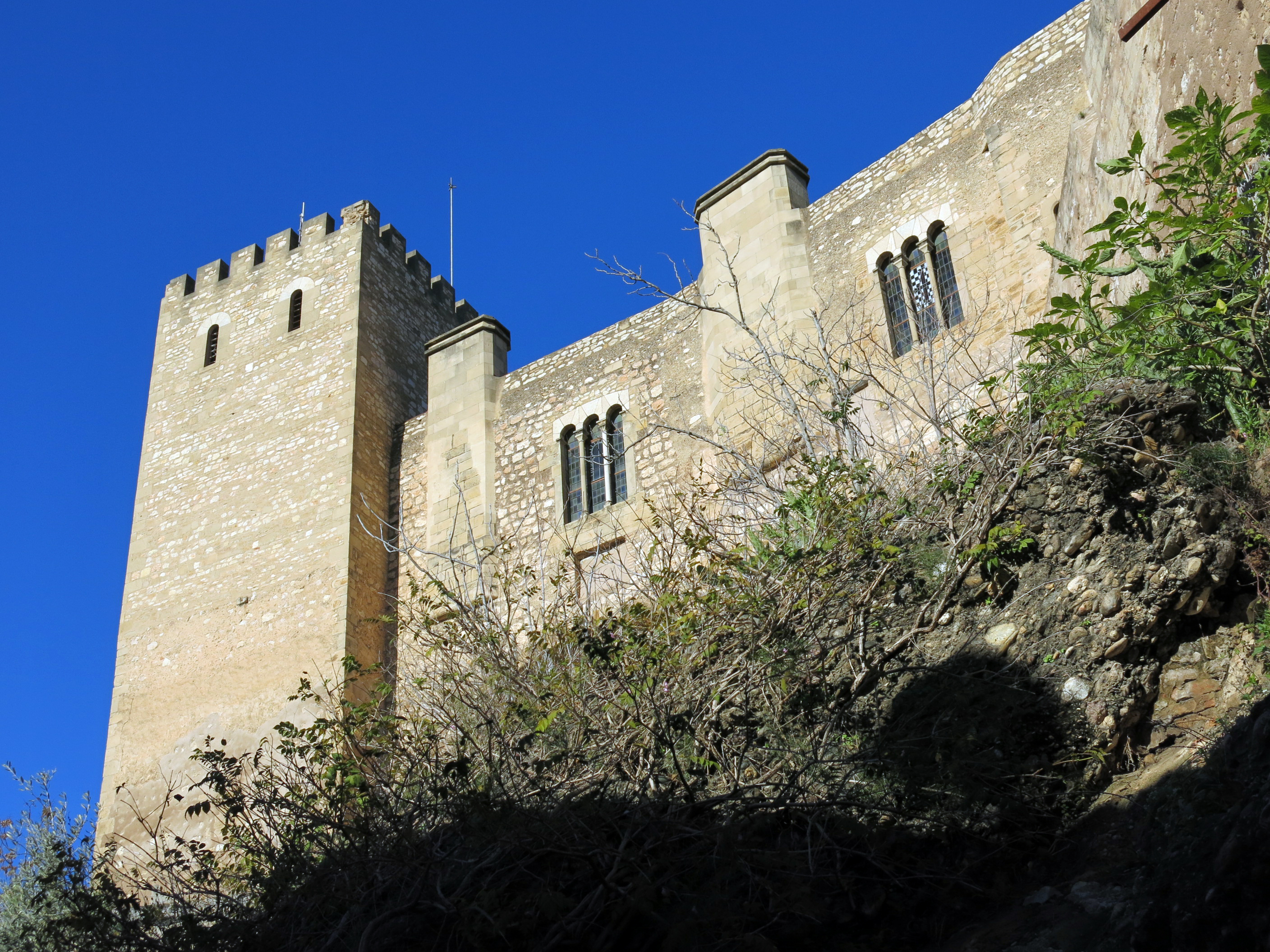
Torre de l'homenatge del Castell de la Suda, una de les talaies de la ciutat

La Festa ostenta el reconeixement d'haver estat declarada Fiesta de Interés Turístico Nacional i Festa d'Interès Turístic de Catalunya. A més, la Festa involucra a més de 500 actors, 60 espectacles, 3000 ciutadans vestits d'època, comerciants i tavernes.
Hi destaca la Desfilada i Mostra d'Armes en honor de les banderes de la Vegueria de Tortosa, en què participen el govern de la ciutat, les milícies de defensa, els representants dels barris i els oficis, els comerciants i mercaders, la ciutadania, i els còmics i comediants vinguts d'arreu per a la celebració.

## Orígens
L'any 1996 es va dur a terme la primera edició de la Festa del Renaixement. La idea que va donar pas al projecte va sorgir com a conseqüència d'una iniciativa duta a terme pel Consell Comarcal del Baix Ebre. L'experiència d'altres ciutats posava en manifest que la recuperació del passat a través d'activitats lúdiques n'havia fet possible la promoció econòmica i turística. A priori, es va plantejar recrear el passat medieval, etapa d'esplendor de la Confederació Catalano-aragonesa i de la mateixa ciutat. El creador d'aquest projecte, Ramon Cardús, regidor de l'ajuntament i actual president d'honor de la Festa del Renaixement, fou el principal impulsor.
El consell d'historiadors i tècnics van apostar perquè el projecte se centrés en el segle xvi, l'època del Renaixement, un període, considerat decadent a Catalunya, però de vitalitat a Tortosa, juntament amb el valor diferencial que comportava una recreació de l'edat moderna en lloc de l'edat mitjana, va acabar decantant la balança cap al segle xvi. Per tant, un dels motius principals pels quals el projecte es va inspirar en el segle xvi fou el fet que aquest segle destaca per la seva esplendor però a més, una altra causa fonamental és la informació a la qual podien accedir els historiadors que a posteriori configurarien l'essència de la festa.

## Espectacles

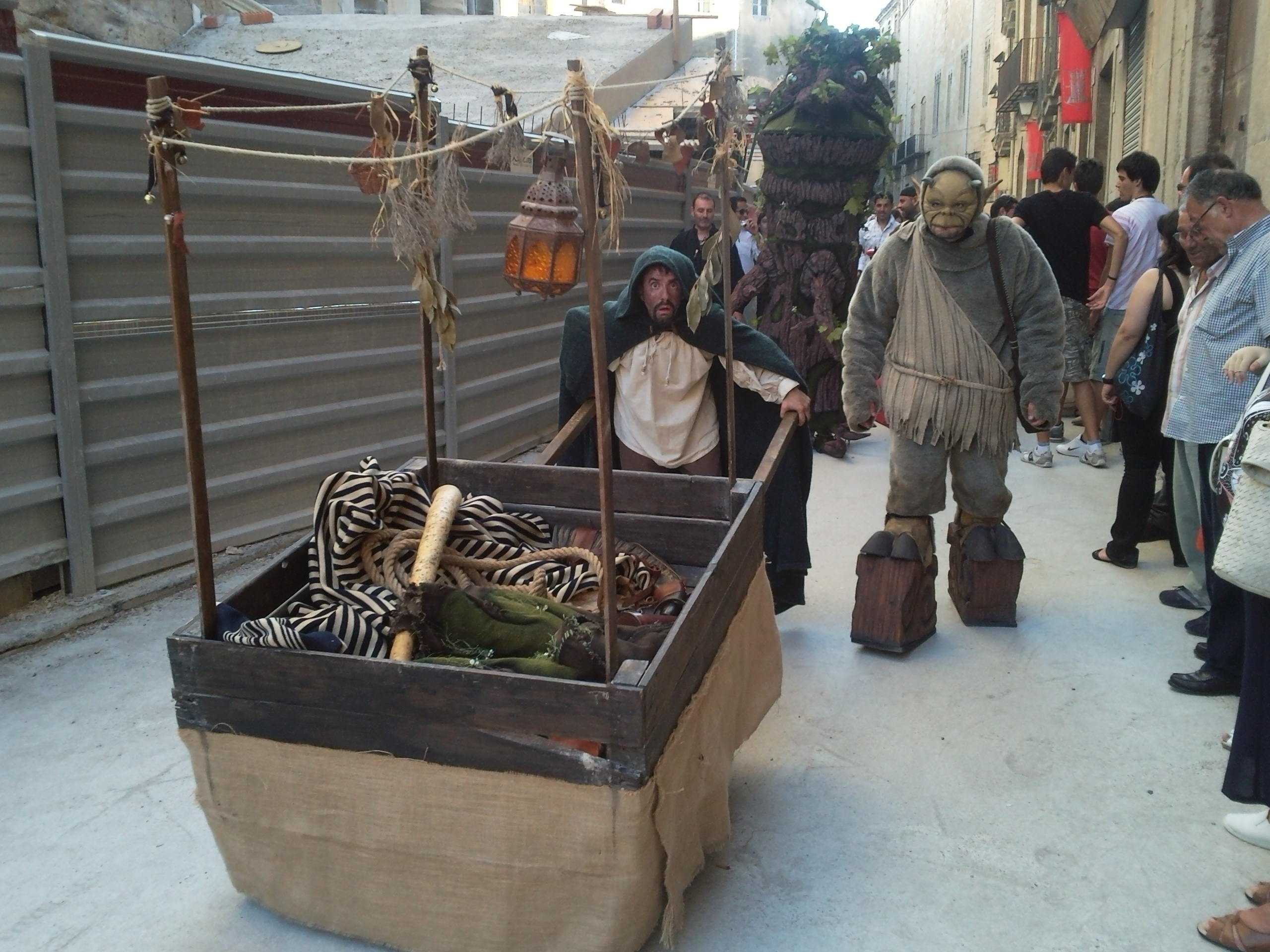
Persones caracteritzades.

La Festa del Renaixement ofereix una gran varietat d'activitats i espectacles de caràcter lúdic i cultural, ja que hi ha des d'espectacles en viu, on participen actors tant amateurs com professionals, fins tallers d'elaboració de sabons artesanals.
La majoria dels espectacles són de caràcter popular, ja que tenen com a finalitat principal arribar al màxim públic possible i per això s'organitzen en espais públics, la majoria dels quals, són gratuïts. Animació i teatre al carrer, música i danses típiques de l'època, també hi ha espectacles fixos i de pagament, així com actes propis on participa bona part del teixit social i nombrosos voluntaris, i per acabar, els espectacles de caràcter infantil i més familiar, que s'adrecen a aquest públic més restringit.

## Gastronomia i turisme

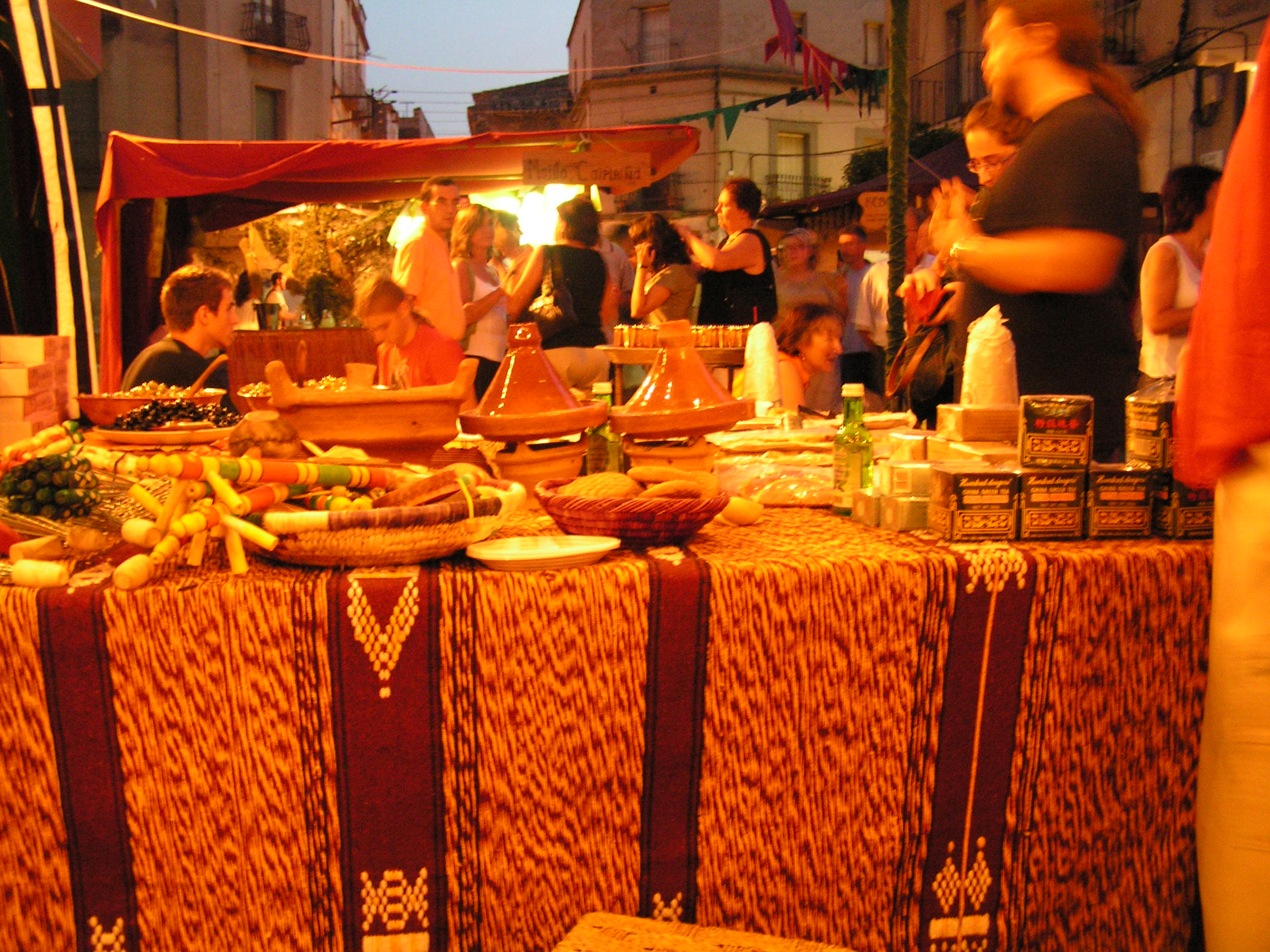
Mercat d'època.

La Festa del Renaixement també suposa una promoció de la gastronomia típica de la ciutat de Tortosa, així com, de l'època, però també, de productes artesanals. Això genera guanys econòmics, ja que al voltant dels carrers del barri antic, s'instal·len una sèrie de taulells on es venen tota mena de productes. Aquests taulells estan formats a partir d'associacions de comerciants que es vesteixen de l'època i treuen el seu negoci al carrer.
En l'àmbit gastronòmic, hi ha diferents rutes i una de les més emblemàtiques és l'anomenada Ruta de la Saboga, un circuit format per tavernes que s'instal·len durant els dies de la festa.
La Festa també compta amb algunes delícies típiques com són: el Pa de la festa, la Coca de l'Emperador, Coca d'espinacs, Coca del Renaixement o prim, Torretes, Coquetes amb la forma de l'escut de la ciutat al segle xvi, Menjar blanc, Garrofetes del papa i Coca d'albergínia.
Cal destacar la col·laboració Platigot, l'Associació de Restauradors de Tortosa.